# Instituto Pasteur de Montevideo
El Institut Pasteur de Montevideo (IP Montevideo), inaugurado el 8 de diciembre de 2006, es un centro internacional de investigación biomédica y de entrenamiento para investigadores, ubicado en la calle Mataojo 2020, Montevideo, Uruguay. Pertenece a la red internacional del Instituto Pasteur de París. 
Dedicado a la investigación científica en el área de la medicina biológica, el IP Montevideo está formado por plataformas científicas de alta tecnología en áreas como la genómica, proteómica, bioinformática, biología molecular y celular; laboratorios abiertos a proyectos de investigación de científicos jóvenes; un centro de enseñanza internacional con cursos sobre los más recientes conocimientos biológicos y tecnologías de punta; y empresas emergentes para el desarrollo de aplicaciones biotecnológicas.
Durante los primeros meses de la Pandemia de COVID-19 en Uruguay, junto a la Universidad de la República, el IP Montevideo fue responsable del desarrollo de un kit para el diagnóstico del virus a partir de un test. El desarrollo del kit consistió en transformar un método de laboratorio en un paquete de reactivos con instrucciones listo para usar. El kit consta de cuatro mezclas de reactivos que son necesarias para analizar la muestra del paciente usando una técnica de biología molecular denominada PCR. Por este y otros aportes durante la pandemia, el IP Montevideo ha sido reconocido como un actor fundamental a la hora de establecer una estrategia epidemiológica para darle autonomía a Uruguay para combatir el COVID-19.

## Historia
Creado por ley el 14 de julio de 2004, el instituto nace mediante un acuerdo emblemático entre el gobierno de Uruguay bajo la presidencia del doctor Jorge Batlle y el de Francia.
En la ley de creación se autoriza al Poder Ejecutivo y a la Universidad de la República junto al Instituto Pasteur de París a crear una fundación cuyos fines principales son la realización y difusión de investigaciones científicas y tecnológicas en el campo de la salud humana y con objetivos acordes a los del instituto francés.
Asimismo, autoriza la celebración de un convenio para que la deuda histórica de Francia con Uruguay originada en la Primera Guerra Mundial fuese reconvertida en aportes para la creación del instituto. Formalmente, el IP Montevideo fue inaugurado el 8 de diciembre de 2006 por el presidente de la República entonces, el doctor Tabaré Vázquez y autoridades de Francia. Comenzó a operar en febrero de 2007.

### Misión
Generar conocimientos originales y avances tecnológicos disruptivos y de alto estándar internacional en beneficio de la salud humana y animal, propiciando la educación de postgrado y la valorización de la investigación, y contribuyendo así a que Uruguay comience a recorrer el camino de una economía sustentable basada en el conocimiento y en la innovación de alto valor agregado.

### Visión
Consolidar al IP Montevideo como un centro de investigación científico de nivel internacional en salud humana y animal, integrado y colaborando con otras instituciones nacionales, regionales e internacionales.

### Valores
- Tener un compromiso humanista, procurando que el conocimiento generado sea beneficioso para la sociedad.
- Alcanzar la excelencia en cada una de las acciones, apoyando el desarrollo profesional y personal de los funcionarios.
- Preservar un ambiente de trabajo amigable, respetuoso y creativo; cultivando el trabajo en equipo.
- Profundizar la filosofía de trabajo “abierto”, privilegiando las colaboraciones a nivel nacional e internacional.

## Organización

### Dirección
Para el período desde 2018 a 2022, fue su Director ejecutivo: Carlos Batthyány, Director académico: José Badano y Directora de Administración y Finanzas: Alicia Bentancor.

### Organigrama
- Consejo de Administración: está constituido por representantes del Poder Ejecutivo, la Universidad de la República y el Institut Pasteur de París. Cada institución participa con cuatro miembros (dos titulares y dos suplentes).
- Comité Científico Internacional.
- Comité de Ética Institucional.
- Secretaría Académica.
- Responsables de Unidades Tecnológicas.
- Responsables de Laboratorios.
- Responsables de Laboratorios G4.
- Responsables de Unidades de Apoyo.

## Investigación y tecnología
El IP Montevideo cuenta con laboratorios, laboratorios G4, unidades tecnológicas y programas para llevar adelante sus tareas de investigación y formación.

### Laboratorios
Dedicado a la investigación básica y aplicada en biomedicina y salud animal, el instituto está integrado por 16 laboratorios enfocados en diferentes áreas.
- Laboratorio de Biología de Gusanos: este laboratorio investiga cómo los gusanos obtienen energía. Los gusanos parásitos o helmintos infectan a una cuarta parte de la población mundial. Ocho de las veinte enfermedades categorizadas por la Organización Mundial de la Salud como desatendidas son causadas por helmintos, y los que provocan infecciones en el ganado y cultivos constituyen un importante problema económico para los países en desarrollo.  Para estos parásitos no hay vacunas disponibles, al tiempo que los antihelmínticos en uso no son eficaces para el ganado. El laboratorio busca identificar los “puntos de quiebre” del metabolismo de estos parásitos, de modo de imposibilitarles obtener energía. En concreto, estudia el metabolismo que estos organismos usan en condiciones de hipoxia, como las encontradas en el tracto gastrointestinal de sus hospederos mamíferos. Además, el laboratorio estable ensayos de motilidad de organismo entero con el fin descubrir nuevos antihelmínticos que paralicen gusanos.  También investiga en biología del selenio, un micronutriente esencial para la mayoría de los organismos, incluyendo los mamíferos. Para la mayoría de las investigaciones usa el gusano C. elegans como modelo.

- Laboratorio de Biología Redox de Tripanosomátidos: mediante un enfoque multidisciplinario este laboratorio estudia las características bioquímicas, estructurales y biológicas que distinguen varios componentes claves del sistema (de reacciones) redox de los tripanosomátidos patógenos, parásitos que son agentes causantes de enfermedades graves en animales y humanos como el Mal de Chagas, la enfermedad del sueño y la leishmaniasis.  Estos estudios le permiten identificar componentes del sistema redox de los tripanosomátidos que son únicos del patógeno e indispensables para el proceso infeccioso.  La investigación del laboratorio tiene como objetivo profundizar en la comprensión de la biología redox de estos parásitos para guiar nuevas estrategias de desarrollo de fármacos más seguros y eficaces.

- Laboratorio de Biología Vascular y Desarrollo de Fármacos: se ha centrado en la comprensión de las bases moleculares y celulares de la aterosclerosis y otras enfermedades en las que la inflamación crónica y a bajo ruido juega un rol patogénico central (obesidad, diabetes tipo II, enfermedades neurodegenerativas, etc.).  En colaboración con otros grupos del instituto, este laboratorio desarrolla nuevas estrategias para la prevención y el tratamiento de estas enfermedades. El objetivo inicial del laboratorio fue desarrollar una nueva estrategia farmacológica para la prevención y el tratamiento de la aterosclerosis, basada en el diseño de un compuesto híbrido análogo de la Vitamina E que posea propiedades antiinflamatorias no convencionales.  Posteriormente, centró sus actividades de investigación en el diseño y desarrollo de otros fármacos antiinflamatorios no convencionales que pueden servir para el tratamiento de otras enfermedades en los que la inflamación crónica juega un rol central (resistencia a la insulina inducida por la obesidad, hipertensión arterial). De esta manera, en la actualidad ha diseñado y desarrollado cuatro nuevas familias de compuestos antiinflamatorios no convencionales que se encuentran patentados en los EE. UU. e internacionalmente. Recientemente el laboratorio ha licenciado su portafolio de propiedad intelectual y se encuentra abocado a realizar ensayos clínicos en humanos (fase I / II) con su compuesto líder.

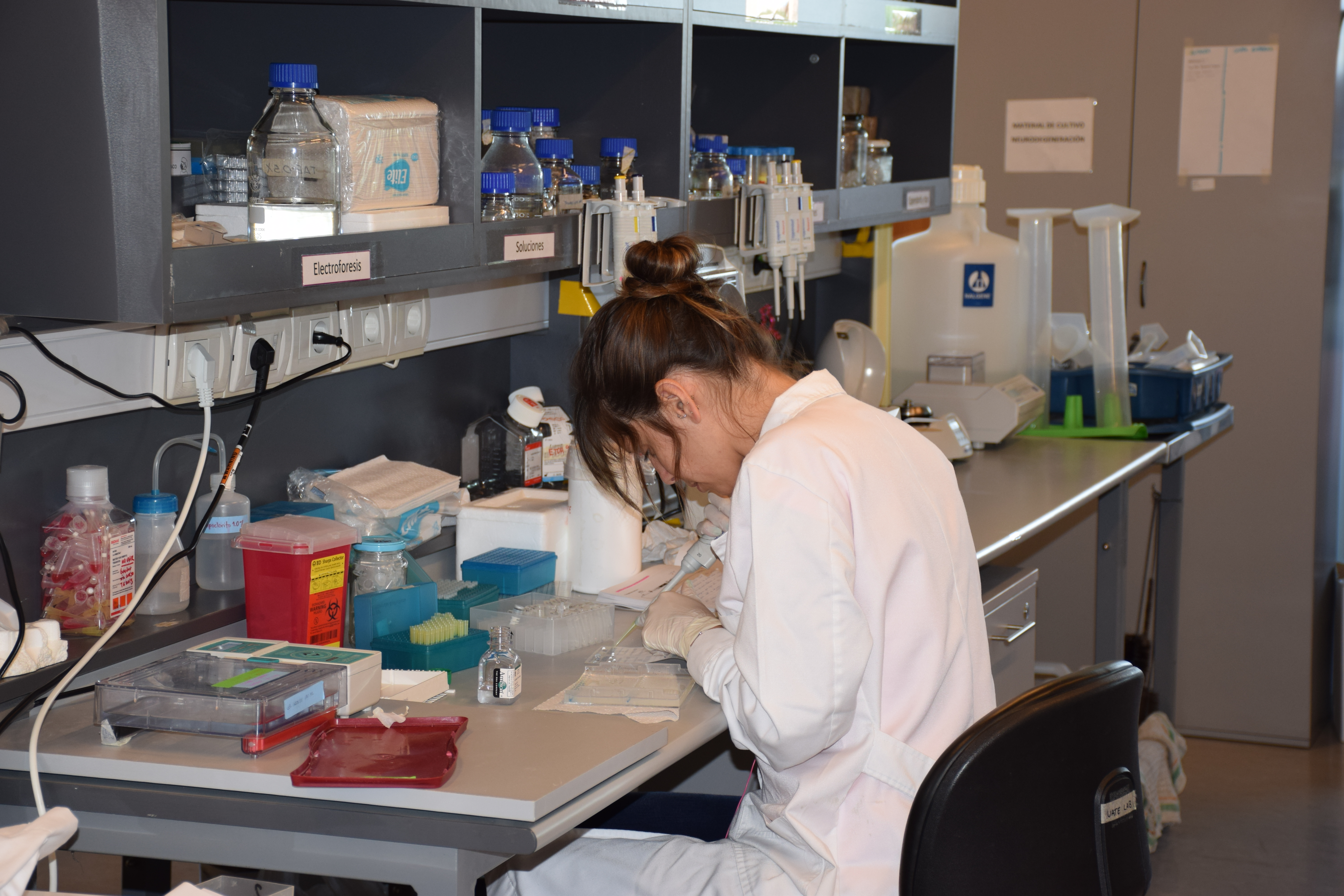
Científica trabajando en el Institut Pasteur de Montevideo.

- Laboratorio de Desarrollo de Biofármacos: los biofármacos son productos farmacéuticos cuyo principio activo es de naturaleza biológica y son elaborados a través de un proceso biotecnológico. Por su origen, se caracterizan por presentar propiedades diferenciales en cuanto a su estructura química y sus cualidades farmacológicas y farmacéuticas.Científica trabajando en el Institut Pasteur de Montevideo.Su misión es ser un laboratorio de referencia a nivel nacional en todos los aspectos científico-técnicos relacionados con los biofármacos, contribuyendo a la investigación y desarrollo de productos innovadores, así como en la tarea de asegurar la calidad, seguridad y eficacia de aquellos que están disponibles en el mercado.  Fue inaugurado en junio de 2009 bajo la dirección del QF Alejandro Ricciardi y fue designado por las autoridades del Ministerio de Salud Pública como el laboratorio de referencia para el control de calidad de estos compuestos.  Para cumplir con ese cometido, el Laboratorio de Biofármacos cuenta con recursos humanos altamente calificados, equipamiento necesario y el respaldo de las diferentes plataformas tecnológicas del IP Montevideo. Sus servicios se desarrollan en condiciones de GLP (Certificado por LSQA, Habilitado por MSP), y de acuerdo con las directivas establecidas por las guías ICH, así como las agencias FDA y EMA.

- Laboratorio de Genética Molecular Humana: este laboratorio estudia diferentes aspectos relacionados con la biología de las cilias, especialmente las primarias, que están presentes en la gran mayoría de células humanas y que participan en diversos procesos como recepción y transducción de señales, actuando como antenas regulando la fisiología celular en coordinación con el entorno. Se ha demostrado que su disfunción da lugar a una serie de enfermedades humanas conocidas colectivamente como ciliopatías. Entre ellas, el laboratorio estudia genes y proteínas que, cuando están mutadas, causan el Síndrome de Bardet-Biedl (BBS), una ciliopatía caracterizada principalmente por obesidad, polidactilia, retardo mental, degeneración de la retina, malformaciones renales y gonadales que a menudo incluyen características adicionales como asma, diabetes, anosmia y enfermedades congénitas de corazón.  Se centra en el estudio de distintas proteínas asociadas a BBS así como otras proteínas ciliares, y realizamos tanto ensayos in vitro como in vivo mediante la generación de modelos animales. Con ello apunta, por un lado, a aumentar el conocimiento sobre la biología básica de las cilias como organelos y, por otro lado, a entender la base celular y molecular de distintos aspectos clínicos que caracterizan a BBS y otras ciliopatías. En este contexto, un esfuerzo importante del laboratorio está enmarcado dentro del Programa InDICyO (Investigación en Diabetes, Inflamación, Enfermedades Cardiovasculares y Obesidad), enfocándose en entender el rol de las cilias y distintas proteínas de interés en temas relacionados principalmente con el desarrollo de obesidad y aterosclerosis.

- Laboratorio de Genómica Funcional: su propuesta científica pretende esclarecer el papel de los pequeños ARN reguladores en la biología del cáncer humano. Además, trabaja en estrecha colaboración con el Hospital Universitario y el Programa Nacional de Cáncer, brindando apoyo tecnológico y experimental para la investigación en Oncología Clínica y el desarrollo de nuevos biomarcadores diagnósticos en cáncer.  En los últimos años, el foco principal de investigación del laboratorio se ha centrado en el estudio de una nueva clase de moléculas denominada genéricamente como pequeños ARNs no codificantes. Sus trabajos han demostrado que la fragmentación de estos ARNs genera moléculas capaces de regular las vías de supervivencia celular al estrés y proliferativas. Se focaliza principalmente en los fragmentos derivados de ARNs de transferencia e Y-RNAs, y su secreción por parte de células normales y tumorales. Estudia cómo otras células son capaces de captar y sensar estos ARNs liberados al medio extracelular, representando así un nuevo mecanismo de comunicación entre células. Esta y otras líneas de trabajo de la unidad están orientadas a identificar nuevas vías moleculares en la iniciación y progresión del cáncer, con especial énfasis en nuevos blancos terapéuticos y biomarcadores diagnósticos.

- Laboratorio de Glicobiología e Inmunología Tumoral: la interacción entre las proteínas y los hidratos de carbono (azúcares) tiene un papel esencial en varios procesos celulares, como la proliferación y diferenciación celular, así como en diferentes enfermedades, incluyendo la infección por virus, bacterias y parásitos. Para esas funciones especializadas, algunos tipos de glúcidos se unen a proteínas formando estructuras complejas llamadas glicoproteínas, que se encuentran en la superficie de las células y que influyen en la comunicación celular. La glicobiología es una disciplina que estudia la estructura y función de los hidratos de carbono como entidades vinculadas a la función celular.  Este laboratorio está enfocado a la identificación y estudio de algunas alteraciones de la glicosilación en el cáncer. La glicosilación alterada produce algunas estructuras que son específicas de tumores. Contra ellas el laboratorio genera diferentes tipos de desarrollos biotecnológicos en vistas a su aplicación biomédica. Sus líneas de investigación están orientadas a comprender características de la biología tumoral y, especialmente, desarrollar nuevos procedimientos moleculares en vistas a su aplicación al diagnóstico y tratamiento de la enfermedad.

- Laboratorio de Inmunoregulación e Inflamación: la desregulación del sistema inmune puede llevar a afectaciones crónicas que se conocen bajo el nombre de enfermedades inflamatorias inmuno-mediadas (EII). Las EII incluyen más de 80 entidades clínicas que llegan a afectar a cerca de 10 % de la población en el mundo occidental. Entre ellas se encuentran las enfermedades autoinflamatorias y autoinmunes. La investigación básica está permitiendo caracterizar mecanismos fisiológicos encargados de controlar el desarrollo de respuestas inflamatorias y adaptativas mediadoras de efectos patológicos, y ese conocimiento es crítico para innovar a nivel de estrategias dirigidas al sistema inmune y para comprender el mecanismo de acción de drogas de uso corriente.  Este grupo se interesa en el estudio de mecanismos celulares y moleculares que controlan el proceso inflamatorio y la respuesta inmune adaptativa. Se focaliza en la biología de células dendríticas (DCs), ya que constituyen una sub-población de leucocitos capaces de orquestar respuestas inmunes adaptativas efectoras, al tiempo que disponen de potentes estrategias capaces de regular el desarrollo del proceso inflamatorio y de la respuesta adaptativa. El trabajo de este laboratorio intenta cubrir aspectos relevantes y originales a nivel de mecanismos moleculares buscando al mismo tiempo la pertinencia desde un punto de vista de salud humana.  En este marco, el laboratorio ha caracterizado los transportadores iónicos emergentes TORID-1 (Tmem176b) y TORID-2 (Tmem176a), que son reguladores críticos de la activación del inflamasoma NLRP3. La regulación del inflamasoma por TORID-1 ha mostrado ser relevante en la respuesta inmune anti-tumoral. El laboratorio ha caracterizado inhibidores farmacológicos de TORID-1 y TORID-2 que han sido caracterizados a nivel pre-clínico como prometedoras drogas anti-tumorales.

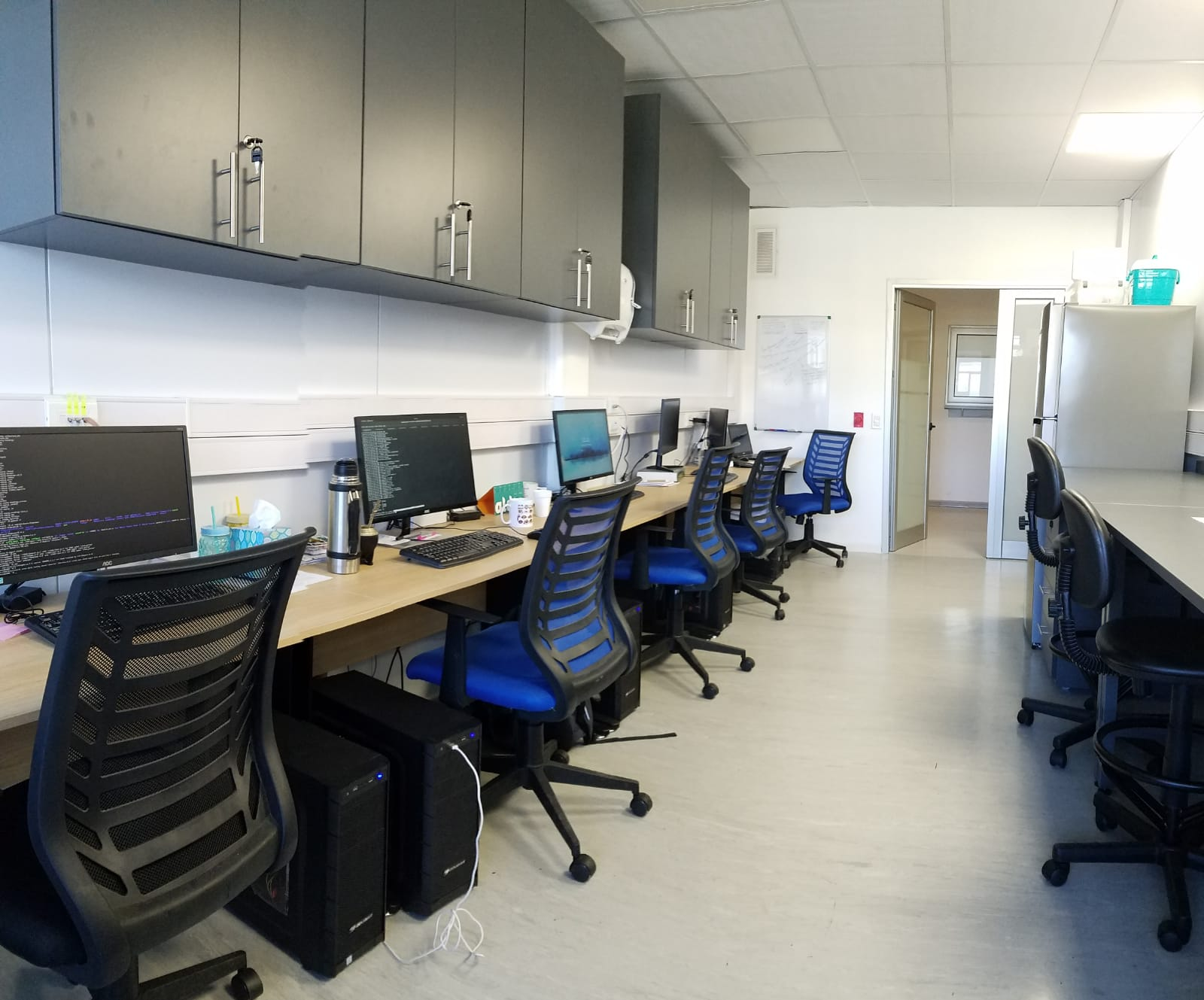
Laboratorio del Institut Pasteur de Montevideo.

- Laboratorio de Inmunovirología: el Laboratorio de Inmunovirología estudia los procesos celulares y moleculares involucrados en la transformación leucémica por virus oncogénicos. En particular trabaja con el modelo de la Leucemia Bovina Enzoótica (LBE) causada por el Virus de la Leucemia Bovina (VLB), que presenta una alta prevalencia en el ganado lechero generando importantes pérdidas económicas para Uruguay.  Con el objetivo de dilucidar los mecanismos que participan en la infección viral el laboratorio ha analizado la variabilidad genética de VLB en Uruguay comparando sus genotipos circulantes con los descriptos en otros países, y ha caracterizado a nivel molecular y estructural las principales proteínas del VLB: la glicoproteína de envoltura (ENV), la cápside (CA) y la proteasa (PR). Asimismo, estudia la interacción entre esas proteínas con diferentes componentes de la célula infectada.Laboratorio del Institut Pasteur de Montevideo.Por otro lado, mediante análisis transcriptómico, estudia las diferencias de expresión génica entre animales infectados y no-infectados con VLB, para conocer posibles mecanismos involucrados en el control de la infección.  El conocimiento obtenido sobre esta patología y su agente causal le ha permitido también desarrollar nuevas tecnologías para el diagnóstico tanto a nivel serológico como molecular, así como la generación de preparados inmunogénicos a partir de las proteínas virales que están siendo ensayados en modelos animales.  Los resultados de su trabajo producirán nuevos conocimientos que permitirán comprender mejor los mecanismos que causan la transformación leucémica, generando nuevas herramientas para optimizar su diagnóstico, y nuevos procedimientos para mejorar el control y prevención de la transmisión viral.

- Laboratorio de Interacciones Hospedero-Patógeno: está enfocado en el estudio de patógenos humanos y animales, en particular los parásitos protozoarios Trypanosoma cruzi —que causa la Enfermedad de Chagas—, T. vivax y T. evansi y el agente causal de la Leishmania, así como el procariota Mycobacterium —asociado a la tuberculosis—, con énfasis en su genómica funcional y sus interacciones con el hospedero.  En relación con la Enfermedad de Chagas, foco principal de estudio en la unidad, el laboratorio ha descrito un conjunto de proteínas relacionadas con el metabolismo redox de tripanosomátidos, y busca profundizar en su inhibición, así como en su uso en el desarrollo de posibles estrategias terapéuticas y preventivas. Asimismo, trabaja en la caracterización de los cambios en la expresión génica que produce el T. cruzi en células humanas, y ha demostrado que existe una reprogramación celular por parte de este parásito, que permite el establecimiento y persistencia de la infección.  El laboratorio se encuentra abocado a contribuir en la identificación de factores de virulencia, el desarrollo de nuevas estrategias profilácticas, y el mejoramiento de las técnicas de diagnóstico, así como en entender aspectos de la biología básica de T. cruzi y otros patógenos relacionados, de importancia para la salud humana y animal.

- Laboratorio de Investigación en Leucemia Linfoide Crónica: se enfoca en el estudio de los mecanismos involucrados en los orígenes y la progresión de la leucemia linfoide crónica (LLC), el tipo más común de leucemia en las personas mayores de 50 años, cuya incidencia en Uruguay es de cinco casos cada 100.000 personas. La LLC se origina en las células del sistema inmune conocidas como linfocitos B, los cuales pierden la capacidad de morir y comienzan a acumularse en la sangre del paciente. Si bien muchos pacientes con LLC responden a los tratamientos actuales algunos no lo hacen.  El linfocito B es una de las células más especializadas del sistema inmune y es capaz de reeditar su ADN, gracias a la acción de la enzima citidina desaminasa (AID), una enzima necesaria para que el organismo responda a las distintas infecciones de manera correcta. Sin embargo la acción mutagénica de la enzima AID tiene también sus aspectos negativos ya que los linfocitos B están continuamente expuestos a sufrir daños en su ADN. A pesar de que los mecanismos de control sobre AID son muchos y redundantes, a veces fallan y en ausencia de ellos AID puede sobreexpresarse en la célula tumoral originando la progresión del cáncer y/o a la refractoriedad en su tratamiento.  Los avances del laboratorio están relacionados con la caracterización de la expresión de la enzima AID en pacientes con LLC, y el desarrollo de modelos animales para estudiar las causas de la progresión de la enfermedad y la refractoriedad en el tratamiento.

- Laboratorio de Microbiología Molecular y Estructural: quiere entender cómo hacen las bacterias para percibir señales de su entorno (sensado), y transmitirlas a su interior para disparar respuestas adaptativas (regulación celular). Las bacterias necesitan procesar información de señales para sobrevivir en ambientes que cambian, y particularmente interesan estos procesos de “señalización” en bacterias patógenas, determinando mecanismos de patogenicidad o virulencia.  Las proteínas juegan un papel central en Biología. Hay miles de proteínas diferentes, cada una con una forma 3D particular, pues son los dispositivos que tienen los organismos para efectuar los trabajos necesarios para vivir, o bien para enfermar si las cosas de desarreglan. Los métodos que usa el laboratorio para entender cómo funcionan las proteínas, incluyendo las implicadas en señalización, están comprendidos en la “Biología Estructural” (como la cristalografía por rayos X, que usamos mucho), y permiten ver las estructuras 3D de las proteínas de interés. Combinando esas imágenes con otras fuentes de información, usando bioquímica, genética y microbiología, se procura entender la función, y luego poder contribuir al desarrollo de estrategias de intervención (por ejemplo, ingeniería de vacunas para controlar las enfermedades causadas por los agentes microbianos).  Entre las bacterias de mayor interés para el grupo están las del género Leptospira, que comprende muchas especies, y al menos diez que causan una enfermedad seria: la leptospirosis. Esta zoonosis (es decir, que se transmite de animales a humanos) afecta de manera la capacidad reproductiva del ganado bovino en Uruguay y en los seres humanos provoca una enfermedad aguda, a veces grave, para la cual no existen aún vacunas eficaces. Los sistemas de señalización en estas bacterias pueden ser blancos de interés para entender cómo regular su virulencia.

- Laboratorio de Neurodegeneración: en la mayoría de las enfermedades neurodegenerativas como la Enfermedad de Alzheimer, Enfermedad de Parkinson y la Esclerosis Lateral Amiotrófica (ELA), la patología neuronal comienza como un proceso focal que se extiende a otras regiones cerebrales.  La investigación de este laboratorio apunta a comprender los mecanismos biológicos que subyacen a la progresión del proceso neurodegenerativa en un modelo de ELA. Asimismo, su investigación apunta al desarrollo de fármacos para detener la progresión de la enfermedad, lo que permitiría una mejora significativa en la calidad de vida de los pacientes.  La aproximación experimental se basa en la caracterizar el “microambiente celular” neurodegenerativo, desentrañando el papel de las neuronas, células gliales así como células inmunes y vasculares. Se identifican nuevos tipos celulares con fenotipo aberrante así como nuevos mediadores proteicos y receptores que promueven el proceso degenerativo y que puedan ser blanco de fármacos específicos.  Los resultados de estos estudios impactarán en una mejor comprensión, diagnóstico y tratamiento de la enfermedades neurodegenerativas.

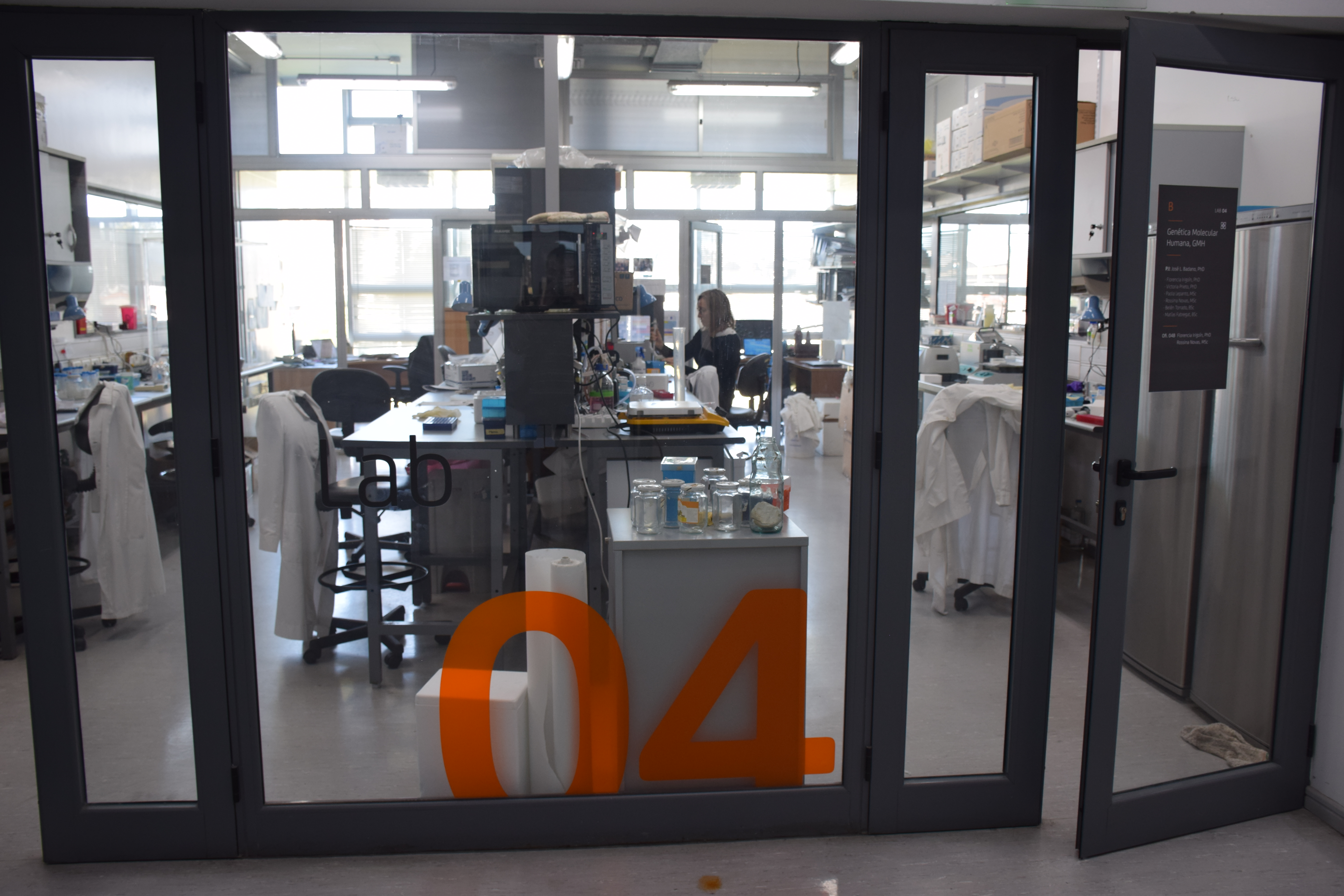
Laboratorio del Institut Pasteur de Montevideo.

- Laboratorio de Neuroinflamación y Terapia Genética: las lesiones traumáticas directas del cerebro o la médula espinal debidas a accidentes de tránsito, de trabajo, deportivos o por violencia, constituyen en Uruguay la mayor causa de muerte e invalidez en jóvenes menores de 40 años. Se ha descubierto que este tipo de lesiones traumáticas cerebrales son en muchos casos progresivas, pudiendo llegar a desencadenar patologías psiquiátricas, en particular depresión y demencias del tipo del Alzheimer.  El objetivo de este grupo es comprender qué consecuencias tienen los golpes o traumas a nivel del sistema nervioso, y así entender cómo reducir sus secuelas. El principal responsable de la progresión de daño traumático es el proceso inflamatorio que se desencadena luego del trauma, y la hipótesis de este laboratorio es que estimulando la parte positiva de este proceso (limpieza del tejido y cicatrización) y frenando sus componentes negativos (edema-hinchazón, mediadores tóxicos) podrá estimular la recuperación. Se focaliza en el estudio de moléculas capaces de actuar como puntos de control de la inflamación, denominados receptores inmunes inhibidores. Asimismo, en conjunto con el Banco de Seguros del Estado, estudia posibles moléculas sanguíneas que puedan representar biomarcadores de la progresión de estas lesiones en pacientes.Laboratorio del Institut Pasteur de Montevideo.Mediante la administración de proteínas recombinantes (proteínas producidas fuera de nuestro organismo) o la utilización de terapia génica (introducción o manipulación de genes en células del cerebro o médula espinal), busca que la célula produzca una proteína terapéutica concreta que module la respuesta del tejido hacia la resolución de la inflamación.

- Laboratorio de Patologías del Metabolismo y el Envejecimiento: la investigación de este laboratorio se centra en comprender los mecanismos moleculares que intervienen en el control del metabolismo y las enfermedades metabólicas, como la obesidad, la diabetes tipo II y las patologías cardiovasculares. En particular, está interesado en la regulación de las sirtuinas, una familia de proteínas con funciones clave en el metabolismo y el envejecimiento.  Estas sirtuinas están implicadas en el control de varias funciones celulares —como el ciclo celular, la estabilidad genómica y la reparación del ADN, la biogénesis y función mitocondrial, la expresión génica y el control metabólico— y se ha demostrado que pueden actuar reconfigurando el programa metabólico de las células y los tejidos en respuesta a factores estresantes, incluidos los cambios en el aporte calórico. Todos estos hallazgos hacen que las sirtuinas sean candidatas interesantes para intervenciones dirigidas a prevenir y tratar enfermedades metabólicas.  Durante muchos años, el laboratorio ha investigado el papel de la proteína DBC1, un regulador negativo de SIRT1, en el desarrollo de enfermedades metabólicas. Mostró por primera vez que DBC1 es un inhibidor in vivo de SIRT1 y fue pionero en la investigación de la regulación metabólica de la misma por DBC1. Recientemente, ha empezado a trabajar con SIRT6, otro miembro de la familia de las sirtuinas y su papel en el control de la inflamación crónica y aguda. Asimismo, en estrecha asociación con otros investigadores, está involucrado en el desarrollo de nuevos compuestos destinados a tratar la obesidad, la diabetes tipo II y otras enfermedades metabólicas.

- Laboratorio de Simulaciones Biomoleculares: la simulación computacional de biomoléculas consiste en el uso de programas de computadoras para recrear y visualizar el comportamiento y los fenómenos que tienen lugar a nivel molecular. Con estas herramientas es posible simular un experimento en condiciones más controladas que en células o seres vivos, o que son imposibles de realizar técnicamente, por lo que es una herramienta que ha redundado en importantes avances en la biomedicina, facilitando la comprensión de fenómenos biológicos, progreso de enfermedades y el desarrollo de fármacos, por ejemplo.  En el Laboratorio de Simulaciones Biomoleculares se aplican distintas técnicas de modelado molecular y simulaciones a varios problemas de interés biomédico como, por ejemplo, la estabilidad de partículas virales de Zika y Dengue o interacciones entre proteínas que participan de la contracción del músculo cardíaco. Estas actividades se llevan a cabo en colaboración con grupos experimentales.  Finalmente, una parte importante de su trabajo está dedicado al desarrollo de métodos que permiten realizar simulaciones avanzadas pero con bajo costo computacional, lo que permite mejorar la comparabilidad de estudios teóricos con experimentos bioquímicos/biofísicos o de biología molecular.

### Laboratorios G4
Los laboratorios G4 del IP Montevideo son grupos de investigación a cuatro años liderados por jóvenes investigadores en biomedicina. Estos equipos fueron seleccionados tras presentar proyectos que debieron defender ante un jurado integrado por científicos del Comité Científico Internacional del instituto.

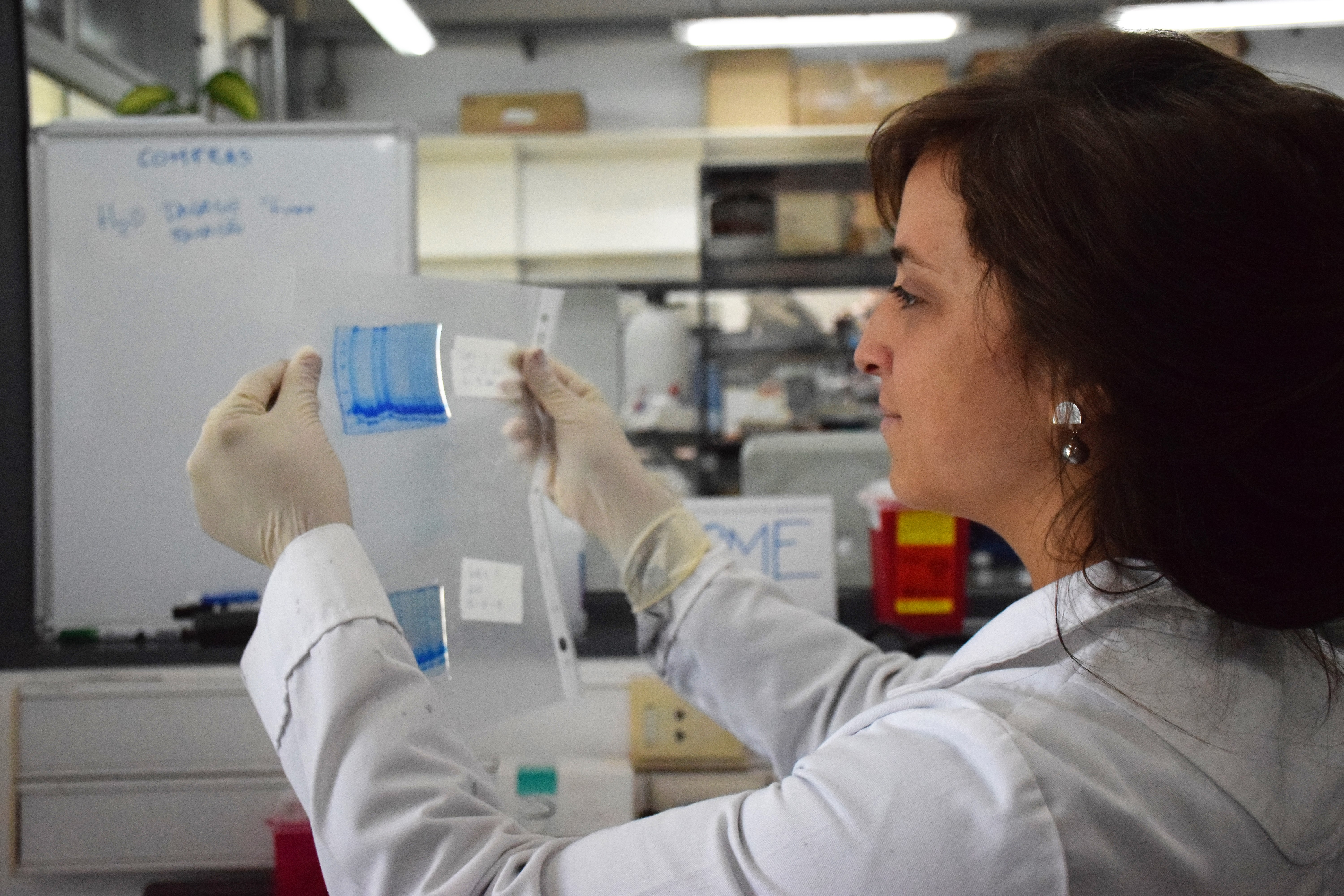
Científica del Institut Pasteur de Montevideo.

- Laboratorio de Evolución Experimental de Virus: las epidemias causadas por virus causan millones de infecciones cada año poniendo en riesgo miles de vidas. Frecuentemente el desarrollo de tratamientos falla debido a la gran capacidad de estos patógenos para evadir la respuesta inmune, en parte como consecuencia de sus altas tasas de mutación. Este laboratorio estudia la evolución viral mediante abordajes experimentales, de modo de comprender cómo los virus cambian en acción.  El principal objetivo es entender cómo la información genética de un virus determina su capacidad de replicación, transmisión y virulencia. Asimismo, pone a prueba hipótesis evolutivas a fin de conocer cómo los virus saltan de especie y se adaptan a nuevos hospederos. Estos experimentos se realizan mediante el uso de biología sintética de modo de alterar específicamente, a través de modificaciones genéticas, las propiedades replicativas y/o de transmisión de los virus a estudiar.Científica del Institut Pasteur de Montevideo.El foco de estudio del laboratorio son los virus cuyos genomas están constituidos por ARN. Principalmente se enfoca en virus transmitidos por artrópodos (denominados arbovirus) y dentro de estos, los que utilizan vectores mosquitos como dengue o zika. También investiga enterovirus y virus que potencialmente pueden emerger y causar una problemática similar, como por ejemplo el virus Mayaro, de modo de estar mejor preparados para futuras epidemias.
- Laboratorio de Biología de Apicomplejos: se enfoca en el estudio de parásitos de interés médico y veterinario que colectivamente se conocen como apicomplejos, y que causan enfermedades en humanos como la toxoplasmosis y la malaria, y en animales de producción, como la neosporisis y la criptosporidiosis. A este laboratorio le interesa entender los mecanismos por los cuales estos parásitos son capaces de multiplicarse. Persigue el objetivo de identificar nuevos fármacos para impedir este proceso y así evitar las enfermedades que causan.  Por otro lado, varios apicomplejos tienen la capacidad de atravesar la barrera de la placenta infectando al feto. En algunos estos parásitos pueden causar abortos o defectos congénitos. Este laboratorio explora los mecanismos moleculares que permiten a estos parásitos atravesar esta barrera.  Asimismo, a este grupo le interesa conocer qué apicomplejos están presentes en Uruguay, en qué grado y cuál es la gravedad de las enfermedades que causan. Esto le permitirá adaptar los tratamientos y los diagnósticos que usan haciéndolos más representativos y aplicables a Uruguay.  Además, trabaja en conjunto con la cátedra de Parasitología y Micología de la Facultad de Medicina para ofrecer a pacientes un diagnóstico molecular inequívoco. Con esto pretende mejorar la efectividad del tratamiento de los pacientes, haciéndolo más acertado y específico, y conocer con mayor exactitud la epidemiologia nacional de estas enfermedades.
- Laboratorio de Genómica Microbiana: se dedica al estudio de microorganismos (principalmente bacterianos) que tienen relevancia para la salud humana y de animales de producción. Para esto, utiliza a la genómica, la metagenómica, la bioinformática y la bacteriología tradicional como herramientas fundamentales. La información que genera el laboratorio le ayuda a entender los mecanismos evolutivos que dan lugar a la adquisición de resistencia a antibióticos, la adaptación a los hospederos y la transmisión entre estos y el ambiente. De esta manera, el trabajo de este laboratorio contribuye a generar nuevas herramientas diagnósticas para enfermedades infecciosas, entender sus patrones epidemiológicos e identificar biomarcadores en comunidades de microorganismos asociadas a diversas patologías.
- Laboratorio de Interacciones Virus-Célula: los virus han adquirido a lo largo del tiempo la capacidad de explotar funciones celulares esenciales para ingresar y replicarse en células susceptibles. La entrada viral es una etapa fundamental del ciclo infectivo ya que es un determinante principal del tropismo celular, rango de hospederos y patogénesis. Los virus ingresan a las células por diversos mecanismos y vías de transporte, y el primer paso de la entrada viral es la unión de las partículas virales a moléculas expuestas en la membrana celular, como ser proteínas, lípidos, y/o glicanos. Estas moléculas pueden clasificarse en factores de unión, responsables de concentrar partículas virales en la superficie celular, y receptores celulares, moléculas que promueven y median activamente la entrada viral. Asimismo, los organismos hospederos han desarrollado mecanismos de restricción para contrarrestar infecciones virales, incluyendo proteínas que bloquean la entrada viral.  El principal objetivo de este laboratorio es analizar proteínas celulares que modulan la entrada viral, con el fin de contribuir al desarrollo de terapias antivirales para virus de importancia para la salud humana en Uruguay y la región, como ser arenavirus del Nuevo Mundo (Junín y Machupo), flavivirus (Zika y Dengue), y coronavirus (SARS-CoV-2).

### Unidades tecnológicas
El IP Montevideo cuenta con un conjunto de equipamiento tecnológico organizados en plataformas —o unidades— con la capacidad de colaborar con el trabajo de investigación dentro y fuera del instituto. En esa línea, estas unidades prestan servicios que están disponibles para la comunidad científica local y para el sector productivo nacional y regional.

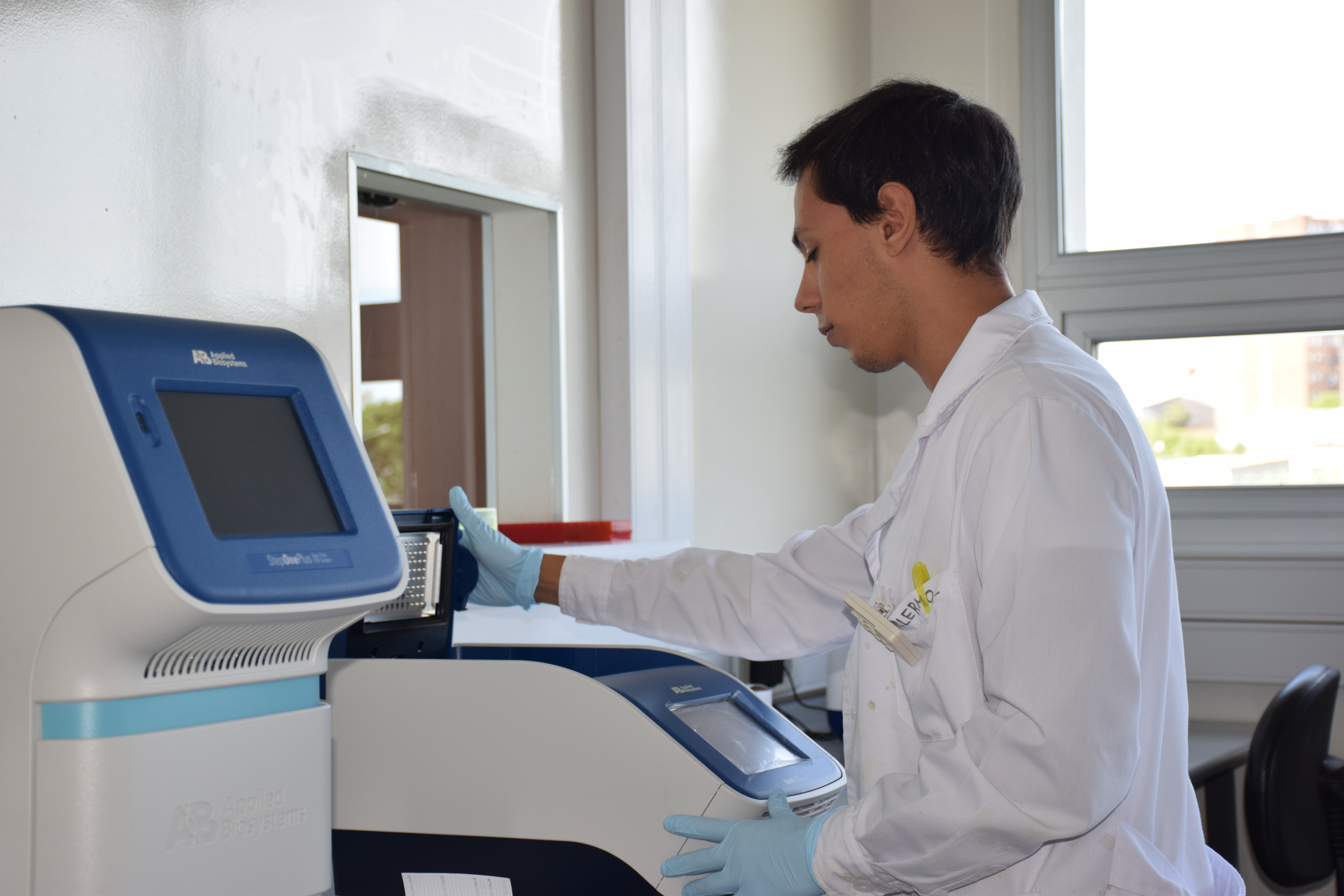
Científico del Institut Pasteur de Montevideo.

- Unidad de Bioimagenología Avanzada (UBA): es una unidad mixta entre la Universidad de la República y el IP Montevideo. A sus integrantes les apasiona el desarrollo de nuevo hardware y métodos de microscopia, además de que tienen un fuerte compromiso con la diseminación de sus herramientas. En esta unidad se ofrecen a la región talleres de microscopía gratuitos sobre técnicas y métodos avanzados, así como también cursos prácticos de análisis y fundamentos de microscopía para principiantes.Científico del Institut Pasteur de Montevideo.El personal de microscopistas expertos de la unidad tiene sólida experiencia en el apoyo a los usuarios en el diseño, ejecución y resolución de problemas de experimentos de microscopía, y da servicios siguiendo los estándares internacionales de buenas prácticas. El portafolio de microscopía de la unidad incluye instrumentos de epifluorescencia, láser confocal, así como instrumentos multifotón “hechos a la medida”. Sus microscopios pueden realizar experimentos hasta en 5D (x / y / z / t / λ o τ). Entre las herramientas que se dominan en la unidad se destacan técnicas como FLIM, FRET, gráficos de fasores, autofluorescencia, generación de armónicos, imágenes de tejido profundo, FCS y relacionadas, entre otras.
- Unidad de Bioinformática: la bioinformática es la aplicación de técnicas computacionales y estadísticas para el análisis datos de origen biológico, que incluye también su organización y almacenamiento así como el desarrollo de herramientas para manejarlos.  El volumen de datos generado actualmente por las técnicas de secuenciación promueve un desarrollo constante de métodos para lidiar de manera eficiente con numerosos genomas/proteomas, sin perder de vista los datos biológicamente relevantes.  En esta unidad se aplican variadas herramientas al estudio comparativo de genomas a escala global, así como familias específicas de genes y proteínas. Históricamente se ha focalizado en bacterias, patógenos humanos y el genoma humano. También ha desarrollado herramientas específicas para lidiar con los nuevos desafíos metodológicos planteados por la explosión de información. Estas aplicaciones y desarrollos tienen cabida en genética y biomedicina, y en la más reciente metagenómica, la caracterización genómica de muestras ambientales, pudiendo ser el ambiente un curso de agua o la mejilla interna de un individuo.
- Unidad de Biología Celular: es una plataforma de base tecnológica cuya misión es ofrecer asesoramiento y soporte a grupos de investigación o entidades privadas en diferentes proyectos que emplean los cultivos celulares y la citometría de flujo como metodología central. Desde 2007, esta unidad lleva a cabo acciones coordinadas con el Servicio de Clasificación Celular y Citometría de Flujo (SECIF) del Instituto de Investigaciones Biológicas Clemente Estable (IIBCE).  Mediante el uso de estas tecnologías desarrolla proyectos de investigación en el área de la biotecnología.  La unidad también integra el Programa de Tecnología Molecular, Celular y Animal (ProTeMCA), uno de los programas avalados institucionalmente.
- Unidad de Biología Molecular: ofrece servicios estandarizados de secuenciación ácidos nucleicos y análisis de fragmentos mediante electroforesis capilar. Estos servicios cumplen con el objetivo de dar apoyo técnico y asesoramiento científico tanto a investigadores del instituto como de otros organismos públicos o privados de investigación, de empresas, y de centros de la región.  Asimismo, ofrece asesoramiento para el diseño experimental de estudios genómicos y transcriptómicos a través de microarreglos de ADN o secuenciación masiva. Cuenta con un escáner de microarreglos (Agilent) y un secuenciador de alta capacidad (Illumina) que permite la realización de un amplio espectro de experimentos.
- Unidad de Bioquímica y Proteómica Analíticas: los objetivos de esta unidad —un grupo mixto entre el IP Montevideo y el IIBCE— son realizar y apoyar proyectos de investigación biomédica basados en espectrometría de masas (EM) y proteómica; ofrecer capacitación, asistencia científica y acceso a tecnologías proteómicas basadas en EM a la comunidad científica local; y contribuir a los programas locales y regionales de educación en esta área.  Durante los últimos años, la unidad incorporó espectrómetros de masas y desarrolló el know-how para expandir la calidad y el tipo de procedimientos analíticos disponibles. Actualmente, su portafolio analítico incluye estrategias proteómicas cuantitativas y comparativas de tipo shotgun, así como estrategias basadas en geles, estudios interactómicos in vivo e in vitro, y análisis de modificaciones postraduccionales de proteínas.  El trabajo de investigación de este grupo se centra en el estudio de los mecanismos de señalización en micobacterias utilizando enfoques proteómicos, con énfasis en el análisis de fosforilación de proteínas. En particular le interesa comprender algunos procesos claves para las micobacterias patógenas como Mycobacterium tuberculosis, y que están relacionados con su capacidad de sobrevivir dentro del hospedero.
- Unidad de Biotecnología en Animales de Laboratorio: proporciona apoyo regional de alto nivel en el campo de la modificación del genoma animal (ratones, ratas y rumiantes). Para eso, se ofrecen varias técnicas, como la microinyección pronuclear, la recombinación homóloga en células madre embrionarias, la inyección lentiviral, los transposones y el revolucionario sistema CRISPR/Cas9. Asociado a estas técnicas, ofrece criopreservación, fertilización in vitro y rederivación embrionaria en ratones. También proporciona ratones y ratas con alto estado genético y sanitario para los investigadores de la institución y la región.  Desde 2007 trabaja con compañías biotecnológicas nacionales e internacionales ofreciendo ensayos biológicos in vivo en ratones y ratas, bajo los estándares GLP. Recibe a estudiantes de pregrado y posgrado que realizan tesis usando diferentes tecnologías para obtener modelos de animales; organiza cursos para técnicos y científicos, y ofrecem pasantías para técnicos o veterinarios que administran sus propios servicios.  El personal de la unidad es miembro de organismos relacionados con su campo, como la Sociedad Internacional de Tecnologías Transgénicas (ISTT), el Comité de Articulación Institucional (CAI), la Comisión Nacional de Experimentación Animal (CNEA), la Asociación Uruguaya de Ciencia y Tecnología de Animales de Laboratorio (AUCyTAL), y la Federación Sudamericana de Ciencia de Animales de Laboratorio (FESSACAL).

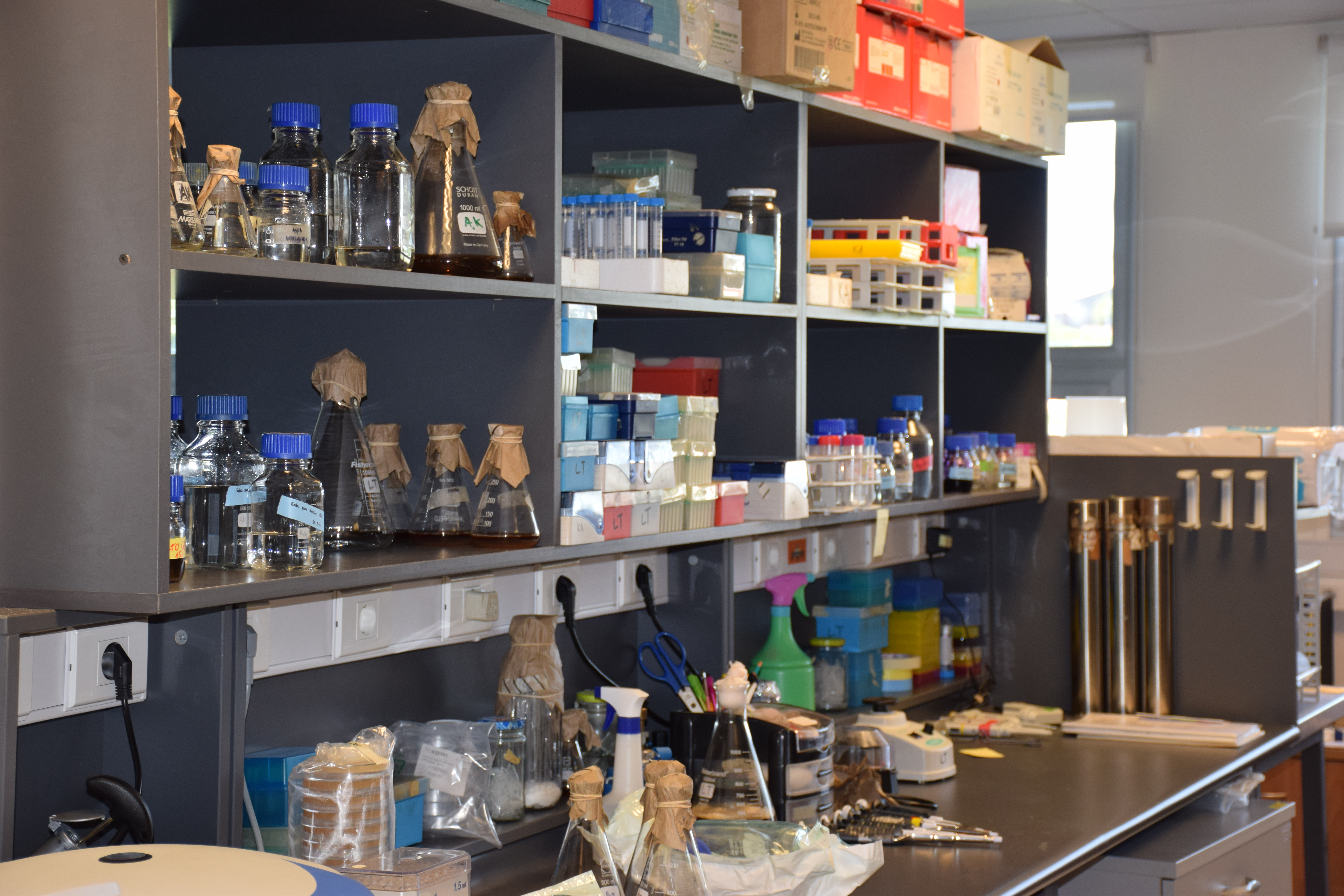
Laboratorio del Instituto Pasteur de Montevideo.

- Unidad de Cristalografía de Proteínas: su propósito es servir de plataforma tecnológica proporcionando equipos, capacitación, asistencia e innovaciones tecnológicas para determinar estructuras tridimensionales de proteínas y otras macromoléculas y ensamblajes macromoleculares.Laboratorio del Instituto Pasteur de Montevideo.La cristalografía de rayos X es una de las técnicas más poderosas para estudiar las estructuras tridimensionales de las macromoléculas y ha transformado nuestra comprensión de los procesos biológicos. Esta instalación permite a los usuarios cristalizar macromoléculas y resolver sus estructuras tridimensionales mediante difracción de rayos X.
- Unidad de Proteínas Recombinantes: las proteínas recombinantes —aquellas producidas en el laboratorio mediante ingeniería genética en células distintas a las que se producen en la naturaleza— han demostrado un alto impacto en la investigación básica y en el campo biomédico, para la fabricación de fármacos. Sin embargo, en muchos casos no es posible obtener un producto estable, soluble y homogéneo, lo que limita sus aplicaciones. Varias estrategias se desarrollaron en las últimas décadas para superar estas limitaciones. En este sentido, este grupo ha generado un conjunto de vectores que facilita los pasos de clonado y permite la evaluación de varios parámetros que pueden mejorar la expresión soluble de una proteína diana.  En el contexto de las herramientas terapéuticas relacionadas con el cáncer, este grupo se centró recientemente en la generación de proteínas de unión artificiales conocidas como Affitins. Esta clase de proteínas presenta una amplia gama de ventajas en comparación con los anticuerpos terapéuticos clásicos que podrían tenerse en cuenta en el desarrollo de enfoques terapéuticos.
- Unidad Mixta Pasteur + INIA (UMPI): la Unidad Mixta del Instituto Pasteur de Montevideo y el Instituto Nacional de Investigación Agropecuaria (INIA) fue creada en octubre de 2014 con el objetivo de potenciar y aportar valor agregado al conocimiento, conjugando las áreas de investigación de ambas instituciones. Asimismo, busca aportar soluciones al sector agropecuario con tecnologías desarrolladas a partir de enfoques multidisciplinarios, en ganadería, salud animal, microbiología, bioinformática, genética molecular y generación de bioinsumos.  Desde su creación, esta iniciativa se propone ejecutar en conjunto proyectos de investigación, formar recursos humanos y crear redes asociativas en áreas de mutuo interés, atendiendo las necesidades del sector agropecuario y acordando las bases para la implementación de un laboratorio específico en el Espacio de Innovación del IP Montevideo.  Como plataforma abierta, la unidad está a disposición de investigadores del IP Montevideo, INIA y otras instituciones de investigación, promoviendo la vinculación del sector productivo, la academia y la industria.

### Programas
Los grupos de investigación del IP Montevideo están organizados en programas institucionales centrados en el concepto “Una salud” (One-Health), un enfoque impulsado por la OMS que reconoce que hay una interconexión indivisible entre la salud humana, la animal y la del ambiente. Este enfoque implica el trabajo coordinado, colaborativo y multidisciplinario para hacer frente a riesgos potenciales y existentes que se originan en la interfase humanos-animales-ecosistema.
Sobre esa base, el instituto creó tres programas: Salud Humana, Salud Animal y de Tecnología Molecular, Celular y Animal. Estos grupos de trabajo están integrados por laboratorios y unidades del IP Montevideo y desarrollan proyectos de investigación en conjunto que se potencian con las diferentes capacidades de cada equipo.
Los programas son financiados por subvenciones institucionales o por agencias externas, entre las que se incluyen la Agencia Nacional de Innovación e Investigación (ANII), INIA, el Fondo para la Convergencia Estructural del MERCOSUR (FOCEM) de la Universidad de la República, el Banco Interamericano de Desarrollo (BID), y la Red Internacional Instituto Pasteur (IPIN).

Experimento en el Instituto Pasteur de Montevideo.

- Programa de Tecnología Molecular, Celular y Animal (ProTeMCA): tiene como misión integrar el conocimiento y capacidades tecnológicas de distintos grupos del IP Montevideo para promover el desarrollo de investigación y tecnología innovadora en el área de la ingeniería genética, bioensayos y modelos basados en proteínas, células o animales. Con énfasis en la vinculación del conocimiento científico y su aplicación, a través de la interacción dinámica con la academia y la industria, el programa busca contribuir a resolver problemas en el área de la biotecnología a través de nuevas herramientas, productos, procesos o servicios. En esa tarea colabora también con grupos de investigación o entidades privadas para desarrollar tecnologías moleculares que tiendan al mejoramiento de (bio) fármacos, células o animales.Archivo:Experimento en el Instituto Pasteur de Montevideo.jpgExperimento en el Instituto Pasteur de Montevideo.Dentro del IP Montevideo, los grupos que participan en este programa son el Laboratorio de Biología Redox de Tripanosomas, el Laboratorio de Simulaciones Biomoleculares, la Unidad de Animales Transgénicos y de Experimentación, y la Unidad de Biología Celular.
- Programa de Salud Animal: involucra el trabajo conjunto del Laboratorio de Inmunovirología, el Laboratorio de Microbiología Molecular y Estructural, el Laboratorio de Interacciones Hospedero-Patógeno y la Unidad de Bioinformática.
- Programa de Salud Humana: involucra el trabajo de diferentes laboratorios y unidades del instituto que conforman tres iniciativas de investigación enfocadas en diferentes áreas de interés
  - Programa para la Investigación en Diabetes, Inflamación, Enfermedades Cardiovasculares y Obesidad (INDICyO): es una iniciativa multidisciplinaria que reúne a cuatro laboratorios del instituto para colaborar en el estudio de estas enfermedades crónicas.  Estas patologías del metabolismo —definidas por la OMS como la epidemia del siglo XXI— están asociadas al envejecimiento y a malos hábitos alimenticios y sedentarismo. Su incidencia se incrementó de forma alarmante en los últimos 60 años y actualmente constituyen la principal causa de muerte a nivel nacional y mundial. Si bien estas enfermedades son prevenibles —sobre todo a través de la promoción de mejores hábitos de vida—, es fundamental investigar en búsqueda de estrategias que permitan mejorar su pronóstico.  A nivel biológico se caracterizan por presentar una respuesta inflamatoria crónica en sus bases moleculares (igual que la hipertensión arterial y la aterosclerosis, entre otras), por lo que es relevante comprender estos mecanismos. Ese conocimiento permitirá desarrollar terapias alternativas para su tratamiento, ya sea a nivel farmacológico o genético, y colaborar en el diseño de estrategias de salud pública que mejoren la incidencia y el pronóstico de estas enfermedades en Uruguay.  El programa pretende posicionar al IP Montevideo como un centro de investigación biomédica en estas enfermedades en Uruguay, nucleando tanto a investigadores de Pasteur como de otras instituciones académicas nacionales e internacionales que ya trabajan en estos temas. Además, dentro de la Red Internacional de Institutos Pasteur (RIIP) también busca fortalecerse para transformarse en un referente en esta temática.
  - Programa de Genómica Médica: tiene como objetivo aunar y potenciar las capacidades que tienen diferentes laboratorios y unidades del instituto en un área de creciente interés científico que vincula herramientas y conocimientos de la genética con su aplicación en el área clínica.  Desde que se identificó la estructura del ADN y se comenzó a profundizar en el conocimiento de los genes, sus funciones y enfermedades humanas asociadas a sus mutaciones, la investigación genética aplicada a la medicina ha ganado lugar también en las políticas públicas.  A su vez, el desarrollo de técnicas de secuenciación impulsó el desarrollo de la genómica médica y ha propiciado la inclusión de los nuevos conocimientos en la práctica clínica.  En esa línea, en el IP Montevideo existen varios grupos que utilizan técnicas genómicas y que se vinculan en este programa. Ellos son la Unidad de Bioinformática, el Laboratorio de Interacciones Hospedero-Patógeno y el Laboratorio de Genómica Funcional del IP Montevideo.
  - Programa de Cáncer: en este programa participan el Laboratorio de Leucemia Linfoide Crónica, el Laboratorio de Glicobiología e Inmunología Tumoral, el Laboratorio de Inmunorregulación e Inflamación, y la Unidad de Animales Transgénicos y de Experimentación (UATE).

## Otros proyectos

### Centro de Innovación en Vigilancia Epidemiológica (CiVE)

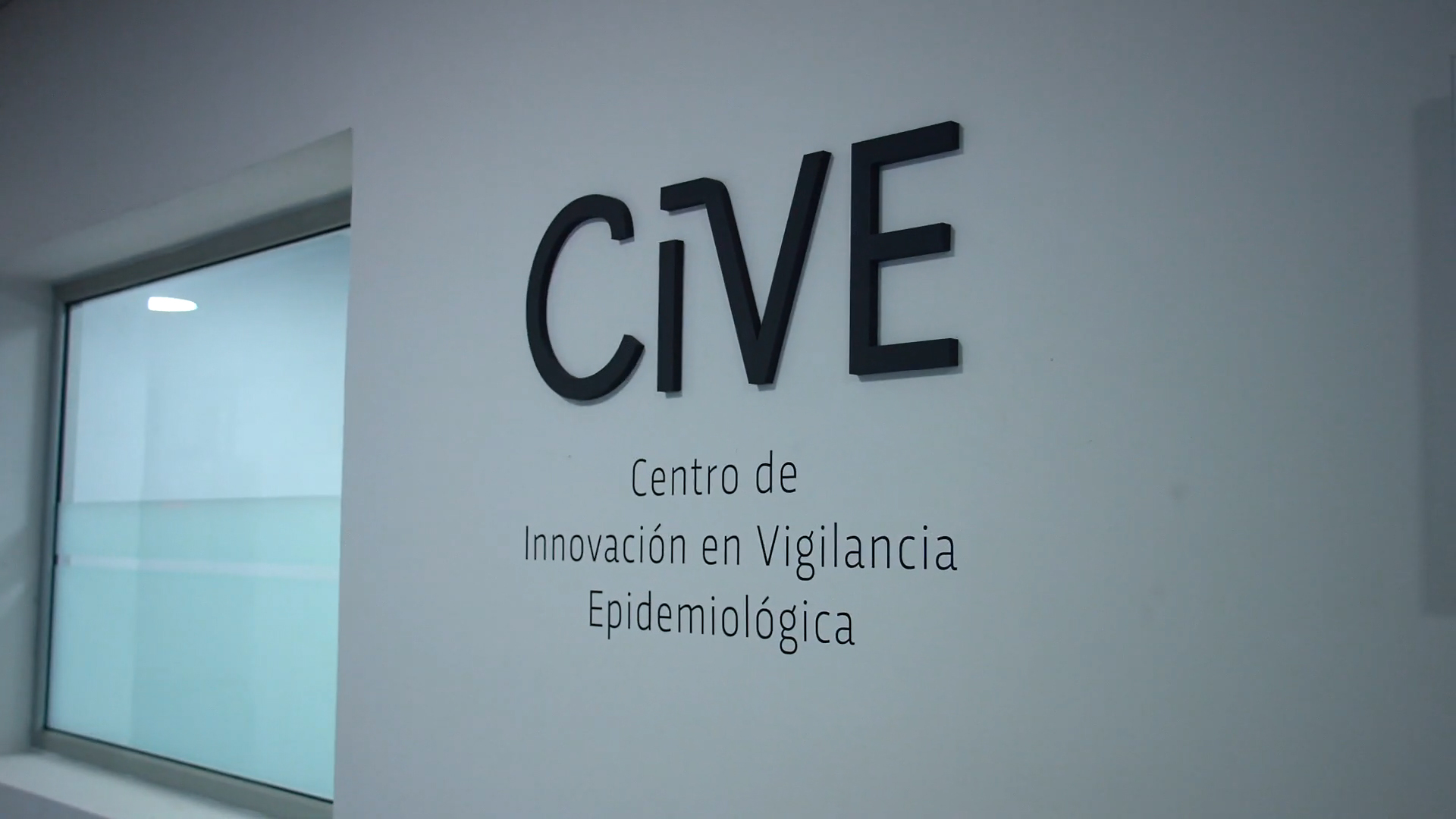
Centro de Innovación en Vigilancia Epidemiológica (CiVE) del IP Montevideo.

Este proyecto, creado en 2020, es un trabajo conjunto entre el IP Montevideo, la Universidad de la República y el INIA y está basado en el concepto de "Una salud”, que enfatiza la idea de que la salud de las personas está conectada con la salud de los animales y del ambiente.
Entre sus objetivos, el CiVE buscará identificar patógenos que puedan afectar a personas y animales, desarrollar métodos de diagnóstico de enfermedades infecciosas, investigar brotes para comprender patrones de transmisión de microorganismos, realizar el seguimiento de resistencia a antibióticos y colaborar en el desarrollo de vacunas.
Para lograr sus objetivos, el CiVE trabaja en tres áreas:
1. Microbiología molecular, que permitirá aislar e identificar microorganismos y desarrollar métodos de diagnóstico
2. Secuenciación genómica, con tecnologías para conocer la información genómica de los patógenos
3. Automatización y robótica, que optimizará el desarrollo de procesos.

Ubicado en el IP Montevideo, el centro ocupa un área de 150 m². Cuenta con un sector para investigación, desarrollo e innovación (I+D+i), y otro destinado a servicios tecnológicos. Todo el trabajo está enfocado en contribuir con el sistema de salud, las industrias y los organismos regulatorios.
Con el impulso y el aprendizaje recogido durante la pandemia de COVID-19, el CiVE busca apoyar al país para el control de nuevos brotes y la toma de decisiones sanitarias.

### Lab+ Venture Builder
El Lab+ Venture Builder es el nombre que recibe la iniciativa presentada en abril de 2021 que impulsa el IP Montevideo con el aporte financiero y el saber hacer de un fondo de capitales de riesgo liderado por Ficus Capital.
Como características distintivas, Lab+ se enfoca en el conocimiento del área de ciencias de la vida y tecnologías asociadas, y más precisamente en el concepto de “Una salud”. Ciencias de la vida es un área de investigación muy amplia y la de mayor masa crítica en el país, con numerosos grupos de investigación altamente reconocidos a nivel internacional por la calidad de su trabajo. Por otro lado, el concepto de “Una salud” involucra a múltiples disciplinas que se acoplan para lograr una salud óptima tanto para las personas, los animales como el ambiente.
Además, Lab+ pretende generar empresas emergentes a partir de conocimiento científico disruptivo y, como tal, pasible de ser protegido intelectualmente a nivel internacional. Como consecuencia natural se procura crear empresas que, desde su concepción, tengan como objetivo comercial generar productos para el mercado global y, por ende, resulten atractivas para inversores locales y regionales.
Lab+ procura también ir más allá del concepto de aceleradora, pues parte ya desde la búsqueda activa de ideas científicas con potencial de aplicación, apoyando a los investigadores para identificar estrategias y nichos para su valorización y para la generación de un modelo de negocios. Facilita la obtención de patentes, financiación para la puesta en funcionamiento de los startups, e infraestructura física y científica para su desarrollo inicial. Fundamentalmente, acompaña la evolución de la empresa tanto desde el punto de vista científico-tecnológico como empresarial, aportando soporte administrativo y de gestión.
La iniciativa se financia exclusivamente con inversión privada estructurada por Ficus Capital, que ha creado un fondo no menor a US$ 35 millones para ser ejecutados en ocho años. Asimismo, se busca que los inversores no solo estén dispuestos a aportar capital, sino que además ayuden a los investigadores a transformar sus invenciones en verdaderas oportunidades de negocio que aspiren al mercado global y logren generar un gran valor agregado a los descubrimientos.
Para el IP Montevideo, Lab+ es sobre todo un proyecto piloto, que quiere demostrar que Uruguay puede transformarse en un país cuya economía esté basada en la generación y valorización de conocimiento producido por sus científicos.